# Dragamines

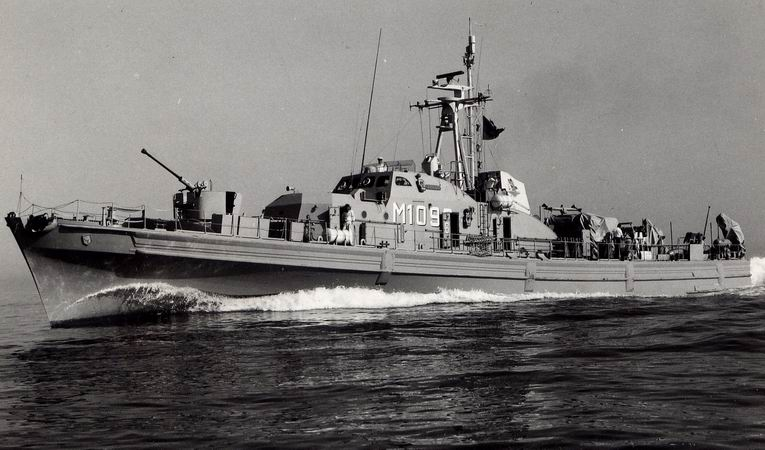
Dragamines Fischer, de la marina alemanya (1972).

Un pescamines, dragamines o caçamines és un vaixell militar de poc desplaçament que té com a missió principal la localització i destrucció de mines marines. Acostumen a estar equipats amb armament lleuger a més de l'equipament dragamines.

## Història
Les mines marines es començaren a utilitzar a la Guerra de Crimea, l'any 1855. Els primers dragamines improvisats utilitzaven ganxos i cordes per arrossegar les mines. La tecnologia dragamines va evolucionar durant la Guerra Russojaponesa. Posteriorment tingueren un gran ús a la Primera Guerra Mundial degut al gran nombre de mines emprades al Mar del Nord per part d'ambdós bàndols. El seu ús també va ser molt ampli a la Segona Guerra Mundial, sobretot al teatre d'operacions del Pacífic (1941-1945). En temps posteriors i gràcies a l'evolució tecnològica també s'han fet servir vehicles de control remot i avions o helicòpters en les tasques de dragamines.

## Funcionament i característiques
Els dragamines estan equipats amb aparells mecànics o electrònics per provocar la detonació de les mines. Per evitar que les mines danyin la mateixa embarcació històricament solien tenir els bucs fabricats amb fusta (ja que les espoletes solien ser magnètiques). En temps moderns són de fibra de vidre (no magnètica) (o altres fibres com: fibra de carboni, kevlar, etc.). També disposen de maquinària silenciosa, com per exemple propulsió mitjançant motors elèctrics. A causa dels diferents tipus de mines, la detecció es realitzava per diversos mitjans, però en l'actualitat i gràcies als avenços del sonar, es pot dir que és l'única manera emprada per a actuar-hi en contra.

## Pescamines de renom
- El Calypso, vaixell de recerca oceanogràfica de Jacques-Yves Cousteau, era un antic dragamines de la Royal Navy (classe BYMS, nau J826)